# Kueyen
 (décembre 2024).
Si vous disposez d'ouvrages ou d'articles de référence ou si vous connaissez des sites web de qualité traitant du thème abordé ici, merci de compléter l'article en donnant les références utiles à sa vérifiabilité et en les liant à la section « Notes et références ».
En pratique : Quelles sources sont attendues ? Comment ajouter mes sources ?
Kuyen est un mot mapuche signifiant la Lune. Le Kuyen est un esprit Wangulén, épouse de Antu (en) (espirit Pillán).
Le deuxième télescope du Very Large Telescope (VLT) installé au sommet du Cerro Paranal (Chili) est nommée en son honneur. 